# Gasum
Gasum Oy est une entreprise publique d'importation et de vente de gaz naturel. 
Gasum possède également 13 raffineries de biogaz en Finlande et en Suède, et est le plus grand transformateur de déchets biodégradables des pays nordiques,.
Gasum est une entreprise européenne spécialisée dans le gaz naturel et les services énergétiques. Gasum propose de l’énergie plus propre et des services énergétiques spécialisés aux clients industriels, aux centrales de cogénération, aux centrales électriques ainsi que des carburants plus propres pour les secteurs de transport routier et maritime.  
Le Groupe Gasum emploie près de 380 employés en Finlande, Norvège, Suède et Allemagne. Gasum est détenue par l’Etat finlandais.

## Activités

### Distribution de GNL
Gasum's a construit le premier terminal de gaz naturel liquéfié (GNL) de Finlande dans le terminal pétrolier et chimique du port de Tahkoluoto à Pori.

### Stations de gaz
Gasum dispose de plus de 33 stations de gaz en Finlande et en Suède à partir desquelles  on peut s'approvisionner en gaz naturel comprimé (GNC). 
Parmi ces stations, certaines proposent également du GNL pour le transport lourd.

### Production de biogaz
En 2011, Gasum a commencé la production de biogaz par méthanisation.

### Transport du gaz
Depuis le 1er janvier 2020, afin d'ouvrir le marché à la concurrence, le transport du gaz est assuré par la société Gasgrid Finland et la production et la vente par Gasum.

## Relations internationales
Gasum est impliqué dans plusieurs organisations internationales, telles que Eurogas, Réseau européen des gestionnaires de réseau de transport de gaz (ENTSOG), Gas Infrastructure Europe (GIE), International Gas Union (IGU), Groupe européen de recherche sur le gaz (GERG) et Groupe européen de recherche sur les pipelines (EPRG).

## Galerie

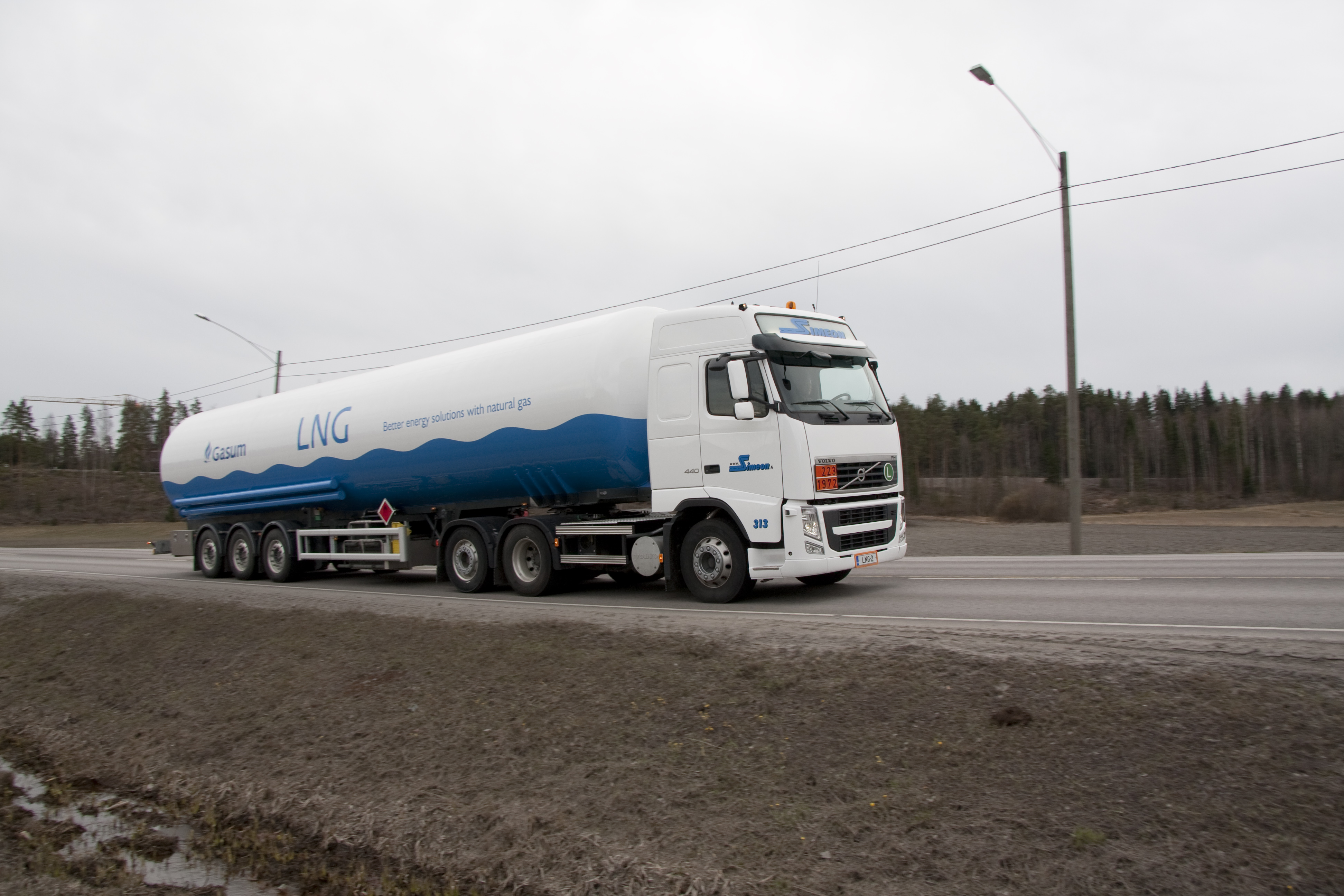
Camion de GNL de Gasum.
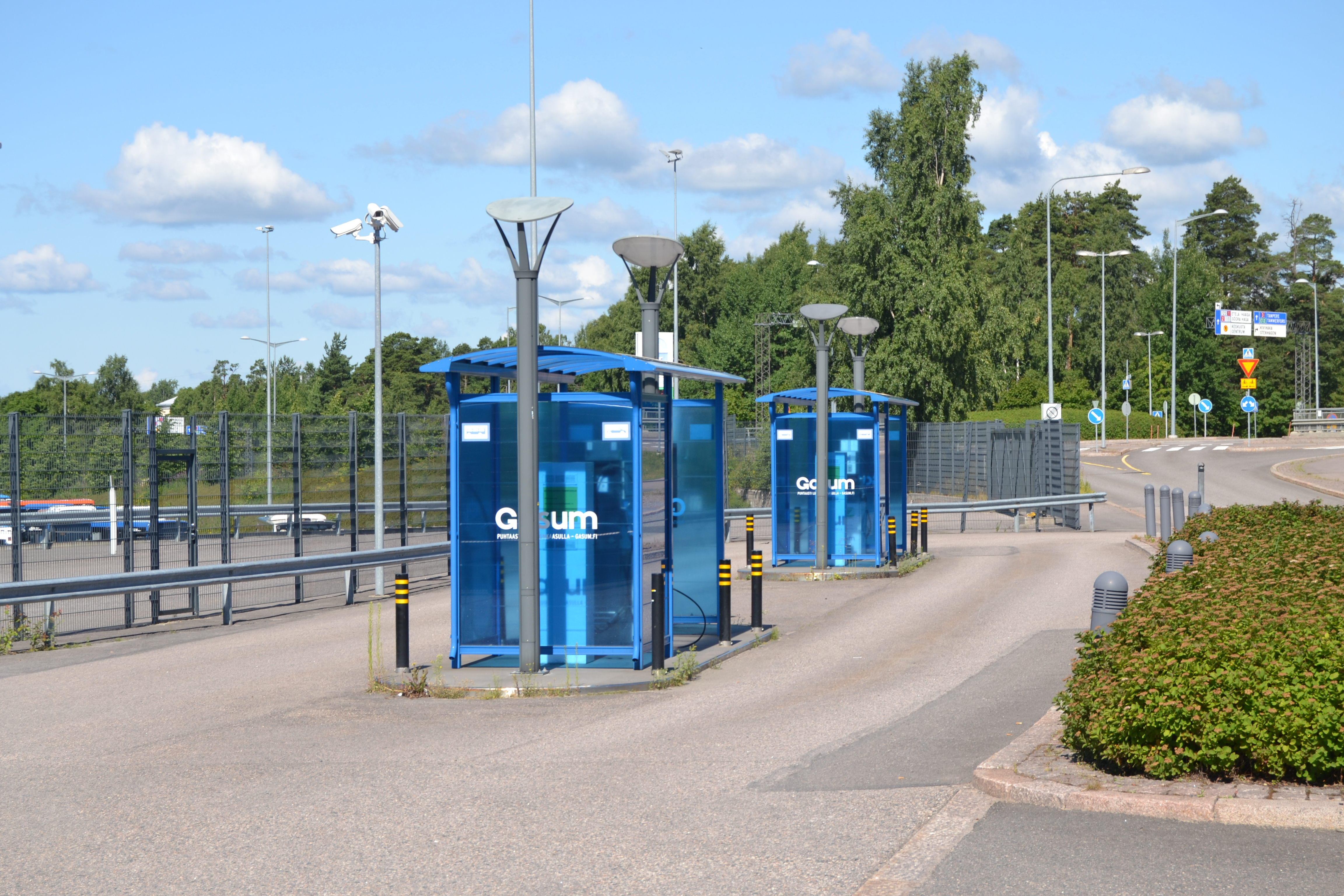
Station de recharge de gaz à Helsinki.